# 樟柳碱
樟柳碱（英語：Anisodine或Daturamine）是一种生物碱和抗膽鹼劑药物，在中国大陆用作解痙藥。它属于莨菪烷型生物鹼，天然存在于茄科植物。樟柳碱的生物活性机理是作为抗膽鹼劑与蕈毒鹼型乙醯膽鹼受體以及作为激动剂与α1-肾上腺素能受体结合。